# 22 v'là l'rock !
 (septembre 2020).
Si vous disposez d'ouvrages ou d'articles de référence ou si vous connaissez des sites web de qualité traitant du thème abordé ici, merci de compléter l'article en donnant les références utiles à sa vérifiabilité et en les liant à la section « Notes et références ».
22 v'là l'rock ! était une émission musicale française présentée par Jean-Bernard Hebey et Francis Zégut, diffusée sur TF1 de 1983 à 1984, le vendredi à partir de 22 h 30, et le samedi en été, d'une durée d'environ 45 minutes. Elle fait partie de la vague de « clipomania » qui a touché les chaînes de télévision, au début des années 1980. Consacrée au rock, au hard-rock et au metal, elle avait notamment pour concurrente l'émission Les Enfants du rock diffusée sur Antenne 2.

## Principe de l'émission
L'émission débutait par une introduction faite par le présentateur. Puis elle diffusait des Vidéoclips non-stop, du moment ou anciens et aussi des extraits de concerts. Certains clips n'étaient pas diffusés dans leurs intégralité car l'émission ne durait pas plus de 45 minutes environ, qui devait contenir 10 clips. On retrouvait notamment des clips de David Bowie, Elton John, Rod Stewart, Paul McCartney, Michael Jackson, Lionel Richie, The Police, The Cure, Bonnie Tyler, etc. Des interviews de groupes étaient également proposées.
Chaque émission avait un tableau différent peint par différents peintres très peu connus du grand public tels que Loulou Picasso, Bernard Frize ou Fabrice Langlade.
À partir de 1984, l'émission est annoncée sous le titre Brancher musiques: 22 V'la l'rock![réf. nécessaire]. Le nom fait référence à l'expression « 22, v'là les flics ! ».